# Czajków (gromada w powiecie staszowskim)
Czajków – dawna gromada, czyli najmniejsza jednostka podziału terytorialnego Polskiej Rzeczypospolitej Ludowej w latach 1954–1972.
Gromady, z gromadzkimi radami narodowymi (GRN) jako organami władzy najniższego stopnia na wsi, funkcjonowały od reformy reorganizującej administrację wiejską przeprowadzonej jesienią 1954 do momentu ich zniesienia z dniem 1 stycznia 1973, tym samym wypierając organizację gminną w latach 1954–1972.
Gromadę Czajków z siedzibą GRN w Czajkowie (obecnie są to dwie wsie: Czajków Północny i Czajków Południowy) utworzono – jako jedną z 8759 gromad na obszarze Polski – w powiecie sandomierskim w woj. kieleckim, na mocy uchwały nr 13j/54 WRN w Kielcach z dnia 29 września 1954. W skład jednostki weszły obszary dotychczasowych gromad Czajków i Wola Wiśniowska ze zniesionej gminy Wiśniowa w tymże powiecie.
Dwa dni później, 1 października 1954, gromada weszła w skład nowo utworzonego powiatu staszowskiego w tymże województwie, gdzie ustalono dla niej 13 członków gromadzkiej rady narodowej.
31 grudnia 1961 gromadę zniesiono, a jej obszar włączono do gromady Wiśniowa.